# 友立資訊
友立資訊股份有限公司（英語：Ulead Systems, Inc.），是1989年8月5日在台灣台北市所創立的多媒體電腦軟體公司，為影像處理、網頁圖形設計、和多媒體視訊編輯軟體的專業研發及行銷公司。1999年3月，友立公司成為台灣第一家上櫃的軟體公司。2001年9月17日則成為台灣第一家上市的軟體公司，股票上市類股為電子股。友立資訊公司總部於2000年11月由台北市信義區東興路遷至台北市內湖科技園區內。
2005年4月13日友立資訊被美商英特維公司以股票收購的方式併購為該集團下的子公司。2006年7月9日友立資訊董事會通過與英特維台灣分公司英特維數位科技合併案，並於同年8月22日臨時股東會中予以追認，英特維數位科技以“現金對價、吸收合併”的方式合併友立資訊，同時申請友立資訊股票下市，並於2006年10月24日完成股票下市作業。友立與英特維公司合併基準日為2006年12月28日，英特維公司為存續公司。預計兩家公司合併後年度營收將達到1.5億美元（約50億新台幣）。
2006年8月29日加拿大Corel公司宣佈以現金1.96億美元（約64億新台幣）買下美商英特維公司。

## 名稱由來
友立資訊是由陳學群、廖敏芳及陳偉仁等三位好朋友所創立。取名「友立」是因為這家公司是志同道合的朋友共同創立的事業，而「資訊」則取其以資訊軟體為該公司發展重點。

## 創辦人
友立資訊是在1989年8月5日由陳學群、廖敏芳及陳偉仁三位好朋友以及由全友電腦派任的專業經理人陳力明在全友電腦支持下所創立。

## 資料來源
1. ↑  . ETtoday新聞雲. 2012-10-09  [2022-04-05]. （原始内容存档于2012-11-11） （中文（繁體））.
2. ↑  http://tw.stock.yahoo.com/xp/20060705/49/8171815716.html%5B%5D
3. ↑  http://tw.stock.yahoo.com/xp/20060822/49/81925211125.html%5B%5D
4. ↑  http://tw.stock.yahoo.com/xp/20060705/50/81726371177.html%5B%5D
5. ↑  http://tw.stock.yahoo.com/xp/20060705/49/8172718758.html%5B%5D